# ニューヨークウェーブ
『ニューヨークウェーブ』は、2009年4月から2011年3月までNHK衛星第1テレビジョン・衛星ハイビジョンで放映された、ニューヨークに住んでいる人々の多彩な活動を追ったドキュメンタリー番組。
2008年12月からサービスが開始されたNHKオンデマンドでも、放送後11日間以内での視聴が可能な「見逃し番組サービス」にて配信されている。『地球ウォーカー』（2003年4月9日-2004年10月）→『地球街角アングル』（2004年10月-2006年4月）→『ニューヨーク街物語』（2006年4月-2009年3月）の後継番組として放送していた。

## 放送日時
- BS-hi
  - 毎週日曜日 16:00 - 16:20
- BS1
  - 毎週月曜日 18:00 - 18:20
  - 毎週土曜日 11:30 - 11:50 （再放送）
  - 毎週日曜日 5:20 - 5:40 （再放送）

※ 本放送では過去の回を再放送する場合がある。

## これまで放送された内容
括弧内は初回放送日

### 2009年
- 「摩天楼を跳べ！」（4月6日）
- 「“食”はアートだ！」（4月12日） ※12月29日に再放送
- 「天空に乙女たちが舞う！」（4月19日）
- 「挑戦！カクテルの“フルコース”」（5月3日）
- 「ギャルも熱中！シックスワード」（5月10日）
- 「人気沸騰！“オタク”ナイト」（5月17日）
- 「マンハッタン流！婚活術」（5月31日） ※12月29日に再放送
- 「ゴミから生まれる！人気家具」（6月14日）
- 「食の冒険！アングラレストラン」（7月5日）
- 「16歳DJ発！新世代ミュージック」（7月12日）
- 「セレブと会える！卓球サロン」（7月19日）
- 「疾走マンハッタン！竹の自転車」（7月26日） ※11月8日に再放送
- 「世界初！？ 3人娘の“びっくり”ビジネス」（8月9日） ※9月13日・11月15日に再放送
- 「巻き起こせ！少女マンガ旋風」（8月16日）
- 「取れたて野菜！産地は屋上農園」（8月23日）
- 「最先端サブカルチャー！スティームパンク」（9月6日） ※11月29日に再放送
- 「売上アップ！新型ネットサービス」（9月20日）
- 「極上ライフの切り札！ハイテク・クラフト」（9月27日） ※12月27日に再放送
- 「タダで満喫！マンハッタンライフ」（10月4日）
- 「トレンドはビッグ！ジュエリー最前線」（10月11日）
- 「目指せ！世紀の大発明」（10月25日）
- 「ハーレムで勝負！日本人ヘアスタイリスト」（11月22日）
- 「作って楽しもう！アートスポーツ」（12月6日）
- 「魅惑の音色！リサイクル楽器」（12月13日）
- 「狙(ねら)え“インディー系”！激安ファッションストア」（12月20日）

### 2010年
- 「オモチャから芸術！天才ブロックアーティスト」（1月10日）
- 「「大人気！体験談告白イベント」」（1月17日）
- 「大プロジェクト！800万人を描き尽くせ」（1月24日）
- 「アメリカ上陸！キャラクター弁当」（1月31日）
- 「創造性にチャンスを！1ドルからの応援サイト」（2月7日）
- 「マンハッタンに降臨！日本人メイドパフォーマー」（3月7日）
- 「最新健康トレンドは！肉食」（3月14日）
- 「ダンス新世紀！フレキシング」（3月21日）
- 「参加無料！スノーボードで人生指南」（3月28日）
- 「“歴女”が挑む！食のタイムトラベル」（3月29日・7月5日）
- 「最先端アート！よみがえる活版印刷」（4月5日）
- 「あのゲーム機を売り込め！最新クチコミ戦略」（4月12日）
- 「女たちの格闘技！大人気ローラーダービー」（4月26日・9月13日）
- 「“廃虚写真家”が案内！知られざるニューヨーク」（5月10日・7月19日）
- 「挑戦！巨大アートで町を埋めつくせ」（5月17日・6月14日）
- 「エコ起業はみんなの力で！人気貸しオフィスの秘密」（5月24日・8月16日）
- 「 アメリカ最大！1600人の物々交換会」（6月21日・8月2日）
- 「マンハッタンを疾走！松葉づえパフォーマンス」（6月28日）
- 「とれたてハチミツ！産地はマンハッタン」（7月26日・10月4日）
- 「アーティストの特別授業！未来の学校」（8月9日）
- 「新しい広告！サインスピナーの挑戦」（8月23日）
- 「町中が競技場！水鉄砲サバイバル大会」（8月30日）
- 「屋台に新風！トレーラーでグルメ料理」（9月6日）
- 「黒人音楽の殿堂に挑む！日本人ゴスペル隊」（9月20日）
- 「砂漠に出現！巨大なアートの祭典」（9月27日）
- 「本場に挑む！日本発ネイルアート」（10月11日）
- 「観客が刑事に！路上ミステリー」（10月18日）※2011年2月14日に再放送
- 「作り食堂！若者たちが変える庶民の味」（10月25日）
- 「第2のシリコンバレー！ボルダーの起業ブーム」（11月1日）※2011年3月21日に再放送
- 「音楽シーンに到来！DIY時代」（11月8日）
- 「ソファーも分解？転居のお助けマン」（11月29日）※2011年3月28日に再放送
- 「新ライフスタイル！若者たちの農業」（12月6日）

### 2011年
- 「お年寄りの味方！ペットの世話します」（1月10日）
- 「楽しさが一番！オペラの心を伝えたい」（1月17日）
- 「正義の味方！僕らは街のスーパーヒーロー」（1月24日）
- 「本物志向！SUSHI最前線」（1月31日）
- 「おしゃれにエコ！クラフトが大人気」（2月7日）
- 「出産手伝います！急増するデューラたち」（2月21日）
- 「ライブ対決！アートバトル」（2月28日）
- 「大盛況！街の料理コンテスト」（3月7日）
- 「銃社会に挑戦！高校生が映像に込める思い」（3月14日）